# 新宮川駅
新宮川駅（しんみやかわえき）は、富山県中新川郡上市町中江上にある富山地方鉄道本線の駅である。駅番号はT13。

## 歴史
- 1913年（大正2年）6月25日：立山軽便鉄道の滑川駅 - 五百石駅間の開通と同時に江上駅（えがみえき）として開業。軌間762 mm、動力は蒸気。
- 1917年（大正6年）6月25日：立山軽便鉄道が立山鉄道（たてやまてつどう）に社名を変更。
- 1921年（大正10年）2月20日：駅名を宮川駅（みやかわえき）に改称[1]。
- 1924年（大正13年）5月20日：駅名を現在の新宮川駅（しんみやかわえき）に改称[2]。
- 1931年（昭和6年）
  - 3月20日：富山電気鉄道が立山鉄道を合併。
  - 11月6日：富山電気鉄道が滑川駅 - 上市口駅を開業。軌間1067 mm、1500 V電化。滑川駅 - 新宮川駅間は立山軽便鉄道の設備を改軌・電化して使用。新宮川駅 - 上市駅間は廃止し、新宮川駅 - 上市口駅（現在の上市駅）間は新設。
- 1943年（昭和18年）1月1日：富山電気鉄道が富山県内の鉄道会社を合併し富山地方鉄道に社名を変更。
- 1971年（昭和46年）10月頃：相ノ木駅などと共に会社より廃止方針が示される。その後、地元の反対等により存続となり現在に至る[3]。
- 1975年（昭和50年）4月10日：現在位置に移転。それまでは、中加積方約350 m先に存在した[4]。北陸自動車道の建設に伴う移転。
- 2010年（平成22年）4月1日頃：パークアンドライド拡張（駐車台数が2倍程度に拡張）。
- 2023年（令和5年）4月15日：ダイヤ改正により平日の富山行急行が停車（実際の停車は4月17日から）。

## 駅構造

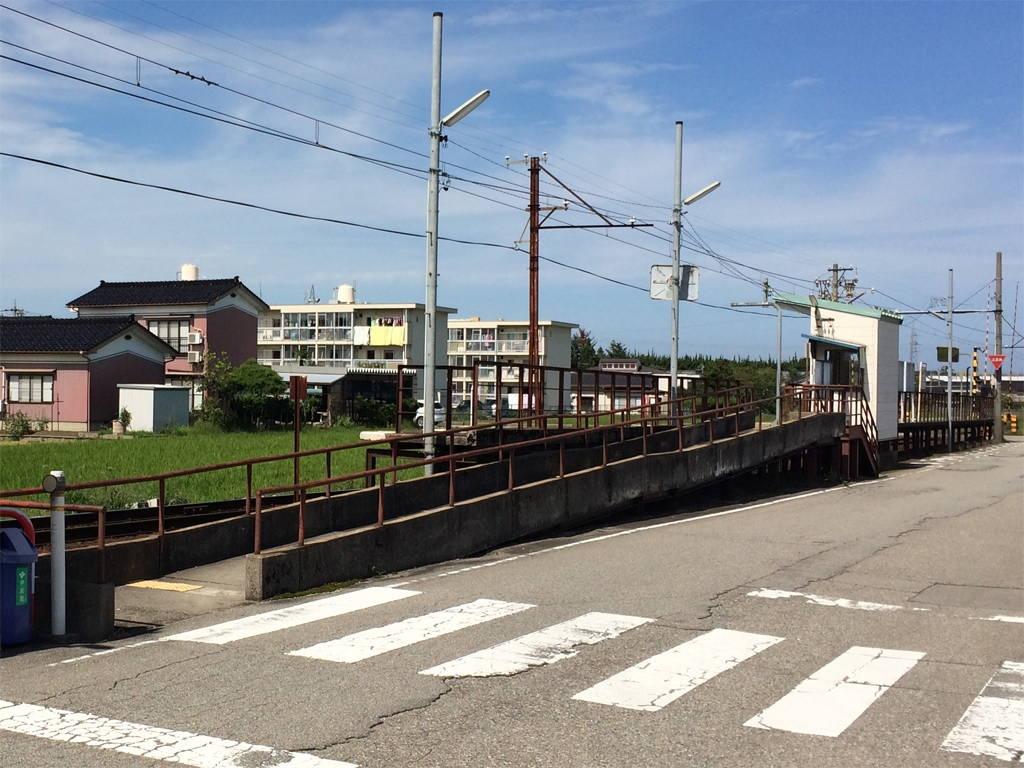
駅入口（2018年10月）

単式ホーム1面1線を持つ地上駅。無人駅である。

## 利用状況
近年の1日平均乗降人員は以下の通り。
| 年度   | 1日平均 乗降人員 |
| ------ | ---------------- |
| 2011年 | 103              |
| 2012年 | 104              |
| 2013年 | 95               |
| 2014年 | 93               |
| 2015年 | 98               |
| 2016年 | 100              |
| 2017年 | 103              |
| 2018年 | 106              |

## 駅周辺

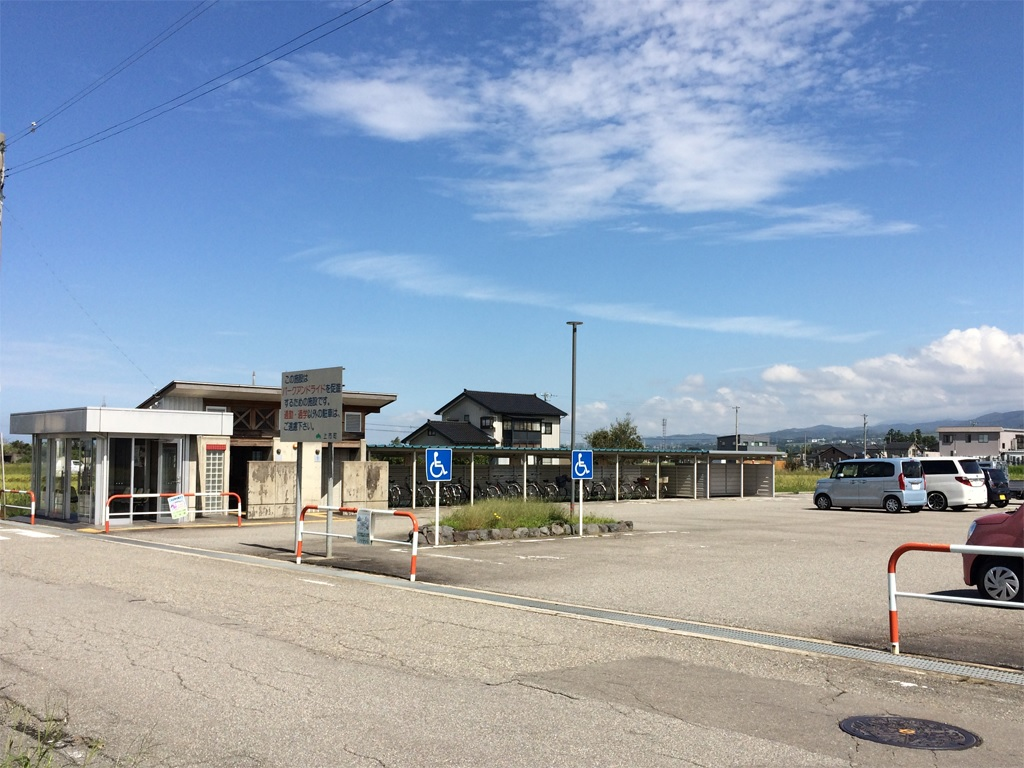
駅前（2018年10月。駐車場・待合室・トイレを併設）

駅周辺に団地が多数造成されたことに対応するため、2000年（平成12年）ごろに、パークアンドライド推進のための駅前駐車場や待合室などが整備された。
- 上市町立宮川小学校
- 認定宮川こども園
- 上市老人保健施設 つるぎの庭
- JAアルプス 上市営農経済センター配送
- クスリのアオキ森尻店
- 北陸自動車道上市スマートIC

## 隣の駅
富山地方鉄道
■本線
■アルペン特急（立山行きのみ運転）
通過
■急行（上りのみ運転）・■普通
上市駅 (T12) - 新宮川駅 (T13) - 中加積駅 (T14)